# Эрзрумян, Сергей Хачатурович
Серге́й Хачату́рович Эрзрумя́н (арм. Սերգեյ Խաչատուրի Էրզրումյան; 22 ноября 1980, Ереван, Армянская ССР, СССР) — армянский футболист, полузащитник. Младший брат Ншана Эрзрумяна. Старший брат композитора Гаяне Григоряна (род. 8 ноября 1992 года).

## Клубная карьера
Начал выступать в молодёжке «Киликии», которая на тот момент носила название «Пюник», и имела в своём составе неплохих талантливых игроков. Первым профессиональным клубом для Эрзрумяна стал арташатский «Двин». После расформирования клуба Эрзрумян возвращается в стан «красных» и в первый же сезон забивает 12 голов, становясь вторым бомбардиром в клубе, после Армана Карамяна. В 2001 году, в связи со снятием «Киликии» с чемпионата, вместе с братом переходит в ростовский СКА. Долгой истории с ростовскими армейцами у братьев не получилось и они вернулись на родину.
В период 2004—2006 годов являлся капитаном «Киликии».
В середине чемпионата 2009 года из-за непопадания в основной состав «Арарата» перешёл в капанский «Гандзасар». В Капане задержался ненадолго, после сезоне 2010 года, в период летнего трансферного окна, покинул «Гандзасар».
В конце 2011 года удачливый бизнесмен и предприниматель Баграт Навоян решил возродить футбольный клуб «Алашкерт» из города Мартуни. Первым серьёзным приобретением команды стал Сергей Эрзрумян.
После окончания карьеры игрока — тренер в «Алашкерте».

## Достижения

### Командные достижения
«Киликия»
- Финалист Кубка Армении (1): 2005

«Арарат» (Ереван)
- Обладатель Кубка Армении (1): 2008
- Финалист Кубка Армении (1): 2007
- Обладатель Суперкубка Армении (1): 2009